# ボアーズヘッド亭 (イーストチープ)
ボアーズヘッド亭(英語: Boar's Head Inn)はシティ・オブ・ロンドンのイーストチープにあった居酒屋であり、『ヘンリー四世』二部作でサー・ジョン・フォルスタッフやハル王子などの登場人物が集った場所とされている。ボアーズヘッド亭という名称自体はパブなどによく見られるものである。
ボアーズヘッド亭はウィリアム・シェイクスピアのヘンリアド、とりわけ『ヘンリー四世 第1部』に登場し、15世紀初めの架空のキャラクターであるフォルスタッフとその友人たちが行きつけにしているお気に入りの店である。クィックリー夫人が女主人をつとめている。この店はオリヴァー・ゴールドスミスやワシントン・アーヴィングのエッセイの主題となった。この芝居の舞台として設定されている時代にボアーズヘッド亭が存在したという証拠はないが、シェイクスピアは自分の時代に実在したパブに言及していたと考えられる。1537年より前にできたが、1666年にロンドン大火で破壊され、すぐ再建されて18世紀の末頃まで営業を続けていたが、ある時からこの建物は小売店として使われるようになった。建物の残っていた部分は1831年に取り壊された。ボアーズヘッド亭の看板は保存されており、今ではグローブ座にある。
もともと店があった場所は今ではキャノン・ストリートからロンドン橋に近づく道の一部になっている。現在のイーストチープでこの店があったはずの場所の近くには建築家ロバート・ルイス・ルミューが1868年に作ったゴシック・リヴァイヴァル建築がある。この建物はデザインや外観の装飾についてボアーズヘッド亭を参考にしているところがあり、ガラス窓からイノシシの頭がのぞいていたり、ヘンリー4世とヘンリー5世の肖像があったりする。ルミューの建物はもともと酢の倉庫として使われていたが、その後オフィスに変わった。イアン・ネアーンはこの建物を「悪夢の終わりに目覚めた時の叫び」と呼んでいる。

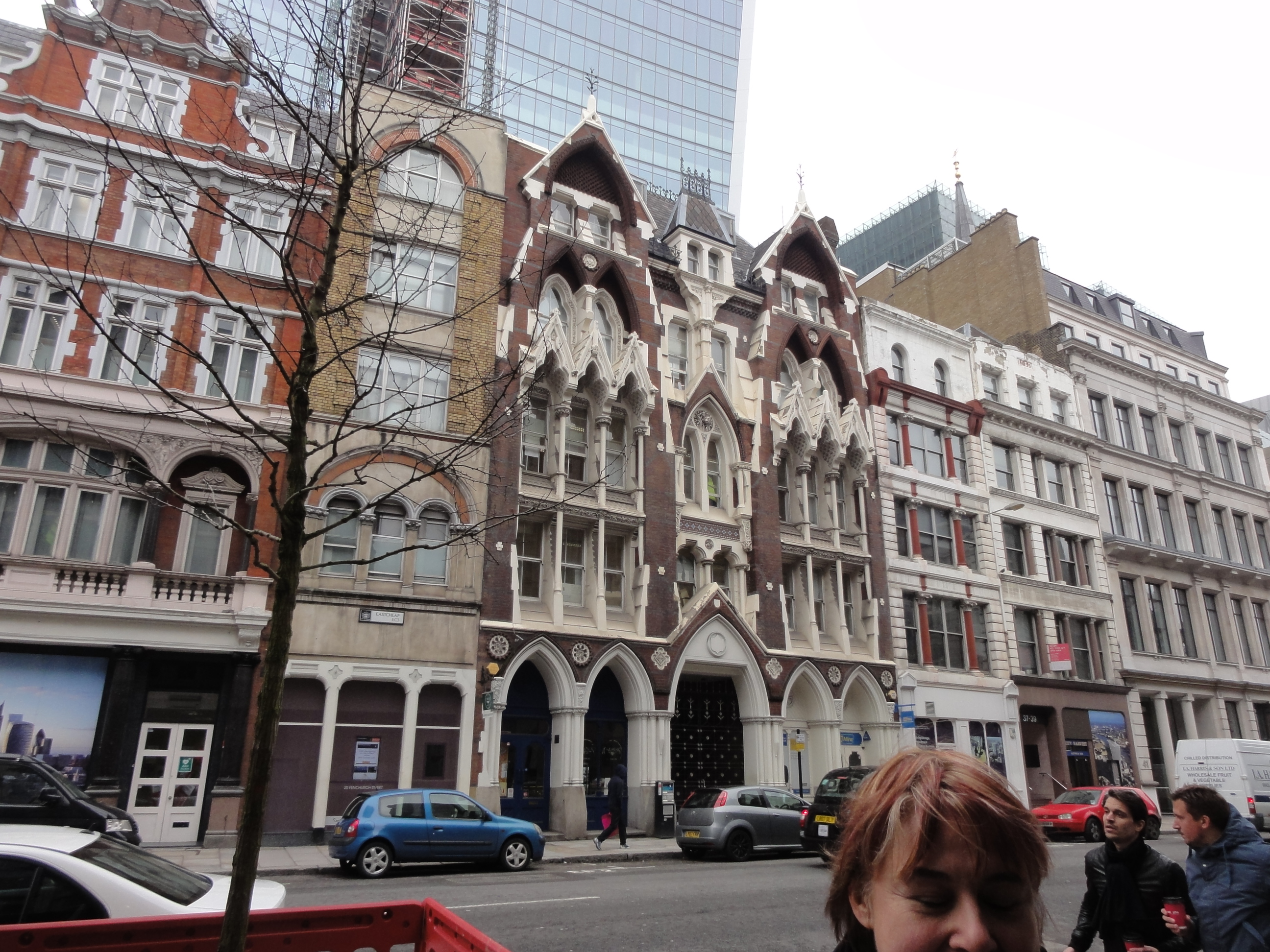
近くにある1868年に建った建物。ボアーズヘッド亭を参考にしている。
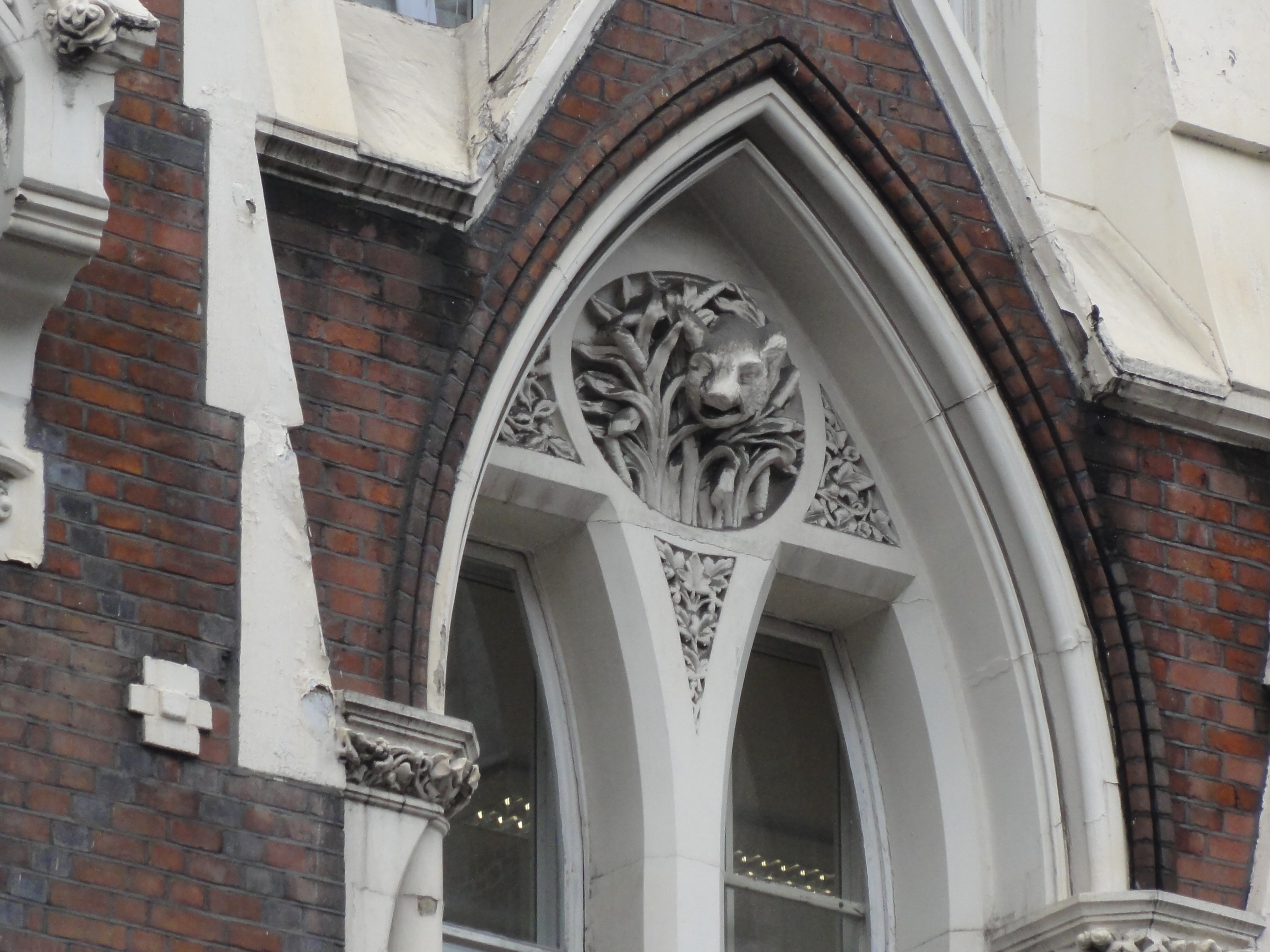
装飾がよく見えるクローズアップ。